# Zootrophion hypodiscus
Zootrophion hypodiscus är en orkidéart som först beskrevs av Heinrich Gustav Reichenbach, och fick sitt nu gällande namn av Carlyle August Luer. Zootrophion hypodiscus ingår i släktet Zootrophion och familjen orkidéer. Inga underarter finns listade i Catalogue of Life.